# Extrem schwer – Mein Weg in ein neues Leben
Extrem schwer – Mein Weg in ein neues Leben ist eine deutschsprachige Doku-Soap des Fernsehsenders RTL II. Die erste Ausstrahlung der Serie erfolgte am 13. November 2013.
Jede Episode der Doku-Soap zeigt einen sehr übergewichtigen Kandidaten auf dem Weg zur Gewichtsabnahme.

## Konzept
Im Zentrum der Serie steht neben dem jeweiligen Kandidaten der Diplom-Sportwissenschaftler Felix Klemme, der die Teilnehmer hinsichtlich Sport, gesunder Ernährung und Selbstbewusstsein coacht und sie ein Jahr lang begleitet. Das Konzept der Serie nimmt nicht nur die Gewichtsabnahme der Teilnehmer vor, sondern auch die chirurgische Korrektur der Folgen der Gewichtsabnahme. So gehört neben dem Coaching durch den Fitnesstrainer Felix Klemme auch ein evtl. chirurgischer Eingriff, beispielsweise eine Straffungsoperation, durch den plastischen Chirurgen Klaus Walgenbach zum Sendungskonzept dazu.

## Episoden

### Staffel 1
| Nr. (ges.) | Nr. (St.) | Originaltitel        | Erstausstrahlung Deutschland |
| ---------- | --------- | -------------------- | ---------------------------- |
| 1          | 1         | Nina                 | Mittwoch, 13. Nov. 2013      |
| 2          | 2         | Torsten              | Mittwoch, 20. Nov. 2013      |
| 3          | 3         | Agnes                | Mittwoch, 27. Nov. 2013      |
| 4          | 4         | Svenja und Sebastian | Mittwoch, 4. Dez. 2013       |
| 5          | 5         | Thilo                | Mittwoch, 11. Dez. 2013      |
| 6          | 6         | Marion               | Mittwoch, 18. Dez. 2013      |

### Staffel 2
| Nr. (ges.) | Nr. (St.) | Originaltitel       | Erstausstrahlung Deutschland |
| ---------- | --------- | ------------------- | ---------------------------- |
| 7          | 1         | Spezial (Rückblick) | Dienstag, 28. Apr. 2015      |
| 8          | 2         | Daniel              | Dienstag, 5. Mai 2015        |
| 9          | 3         | Katrin              | Dienstag, 12. Mai 2015       |
| 10         | 4         | Lisa                | Dienstag, 19. Mai 2015       |
| 11         | 5         | Daniel              | Dienstag, 26. Mai 2015       |

### Staffel 3
| Nr. (ges.) | Nr. (St.) | Originaltitel | Erstausstrahlung Deutschland |
| ---------- | --------- | ------------- | ---------------------------- |
| 12         | 1         | Burak         | Dienstag, 23. Aug. 2016      |
| 13         | 2         | Ramona        | Dienstag, 30. Aug. 2016      |
| 14         | 3         | Daniel        | Dienstag, 6. Sep. 2016       |
| 15         | 4         | Melissa       | Dienstag, 13. Sep. 2016      |